# E. K. Nayanar

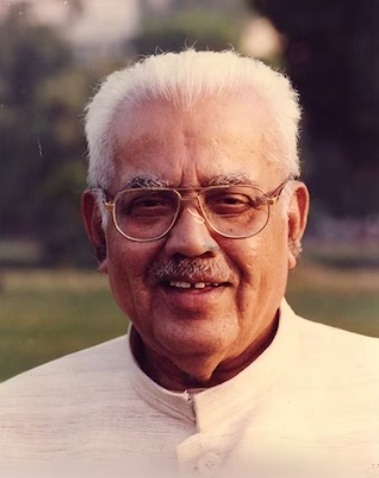
E. K. Nayanar

E. K. Nayanar (Erambala Krishnan Nayanar; Malayalam ഇ.കെ. നായനാർ; * 9. Dezember 1919 in Kalliasseri, Präsidentschaft Madras, Britisch-Indien, heute: Distrikt Kannur, Kerala; † 19. Mai 2004 in Delhi) war ein indischer Politiker der Communist Party of India (Marxist) CPI (M), der unter anderem zwischen 1967 und 1971 Mitglied der Lok Sabha, des Unterhauses des indischen Parlaments, sowie drei Mal Chief Minister von Kerala (1980–1981, 1987–1991, 1996–2001) war. Mit insgesamt über zehn Jahren Amtszeit war er der am längsten amtierende Ministerpräsident des Bundesstaates Kerala. 

## Leben
Erambala Krishnan Nayanar interessierte sich bereits während seiner Schulzeit für den Unabhängigkeitskampf und wurde Ende der 1930er Jahre politisch aktiv, als er zum Sekretär des Indischen Nationalkongresses in Kalliasseri gewählt wurde. 1939 trat er der Kommunistische Partei Indiens CPI (Communist Party of India) bei und wurde 1940 zum ersten Mal verhaftet, weil er an Arbeiterunruhen in Aaron Mill im Distrikt Kannur teilgenommen hatte. Seine Beteiligung an den Unruhen in Kayyur im Distrikt Kasaragod von 1941 führte dazu, dass er als dritter Angeklagter in einem Verfahren wegen der Lynchjustiz an einem Polizeiinspektor angeklagt wurde. Er entging einer Verhaftung, indem er sieben Jahre lang im Untergrund blieb, selbst als drei seiner Mitangeklagten verurteilt und 1943 gehängt wurden.
Als die sich die Kommunistische Partei 1964 spaltete, trat E. K. Nayanar der Marxistisch-Kommunistischen Partei Indiens CPI(M) (Communist Party of India (Marxist)) bei und fungierte als deren Sekretär in den Distrikten Kozhikode und Kannur. Zugleich wurde er Mitglied des Zentralkomitees (ZK) der CPI(M). Bei der Parlamentswahl in Indien vom 15. bis 21. Februar 1967 wurde er für die CPI(M) im Wahlkreis „Kerala-Palghat“ zum Mitglied der Lok Sabha, des Unterhauses des indischen Parlaments (Bhāratīya Sansad), gewählt und gehörte dieser bis zur Parlamentswahl vom 1. bis 10. März 1971 an. Nach seinem Ausscheiden aus der Lok Sabha kehrte er jedoch in die Landespolitik zurück, nachdem er als Nachfolger von C. H. Kanaran 1972 Sekretär des CPI(M)-Parteikomitees von Kerala wurde. Er bekleidete diese Funktion bis 1980, woraufhin V. S. Achuthanandan ihn ablöste.
1974 wurde er bei einer Nachwahl im Wahlkreis „Irikkur“ erstmals zum Mitglied der Kerala Legislative Assembly gewählt, des Parlaments des Bundesstaates Kerala, und gehörte dieser nach seinen Wiederwahlen im Wahlkreis „Malampuzha“ (1980 und 1982), im Wahlkreis „Thrikkarippur“ (1987 und 1991) sowie im Wahlkreis „Thalasseri“ (1996) bis 2001 an. Nach dem Wahlsieg seiner Partei wurde er nach einer Präsidialverwaltung (President’s rule) am 25. Januar 1980 erstmals Chief Minister von Kerala und bekleidete dieses Amt zunächst bis zum 20. Oktober 1981, woraufhin erneut eine Präsidialverwaltung eingesetzt wurde. Im Anschluss fungierte er als Nachfolger von K. Karunakaran vom Indian National Congress-Indira (INC Indira) von 1981 bis zu seiner eigenen Ablösung durch K. Karunakaran 1987 als Oppositionsführer in der Legislativversammlung. 
Nach dem neuerlichen Sieg seiner Partei wurde er wiederum am 26. März 1987 als Nachfolger von Karunakaran zum zweiten Mal Chief Minister und hatte dieses Amt bis zum 17. Juni 1991 inne, woraufhin abermals Karunakaran neuer Chief Minister wurde. Daraufhin war er selbst als Nachfolger von Karunakaran von 1991 bis zu seiner Ablösung durch V. S. Achuthanandan noch einmal Oppositionsführer in der Kerala Legislative Assembly. Zugleich wurde er 1992 als Nachfolger von Achuthanandan wieder Sekretär des CPI(M)-Parteikomitees von Kerala und behielt diese Funktion bis 1996, woraufhin Chadayan Govindan ihn ablöste. Daneben wurde er am 9. Januar 1992 Mitglied des Politbüros der Kommunistischen Partei Indiens (Marxisten) und gehörte diesem obersten Parteigremium bis zum 19. Mai 2004 an. Nachdem die CPI(M) die Wahlen zur Legislativversammlung gewonnen hatte, wurde am 20. Mai 1996 als Nachfolger von A. K. Antony vom Indischen Nationalkongress zum dritten Mal Chief Minister von Kerala. Bei der Wahl am 10. Mai 2001 gewann der INC 62 Sitze gegenüber 23 Sitzen für die Kommunistische Partei Indiens (Marxistisch-Leninistisch) (CPM (I) und 16 für das Kerala-Staatskomitee der Muslimliga, woraufhin A. K. Antony als Nachfolger von E. K. Nayanar am 18. Mai 2001 zum dritten Mal das Amt als Chief Minister Keralas antrat. Mit insgesamt über zehn Jahren Amtszeit war er der am längsten amtierende Ministerpräsident des Bundesstaates Kerala. Als Chief Minister lösten viele von Nayanars offenen Kommentare zu bestimmten Themen Kontroversen aus, doch letztendlich fassten es alle leichter und nannten es „Nayanarismus“. Auf jede Frage eines Journalisten hatte er stets eine schlagfertige Antwort in seinem typischen Malabar-Slang parat, ergänzt durch ein paar englische Wörter und Ausdrücke. 
Aus seiner 1958 geschlossenen Ehe mit Shrimati Sarada gingen ein Sohn und zwei Töchter hervor. Er starb an den Folgen von Herz- und Nierenversagen.

## Veröffentlichungen
- My struggles. An autobiography, Delhi 1982, ISBN 0706-9-1973-4
- Voice of Kerala, Trivandrum 1988